# Mk IV Churchill
Infantry Tank Churchill (A22) – brytyjski ciężki czołg piechoty z okresu II wojny światowej. Stanowił bazę dla wielu innych specjalistycznych pojazdów. Pochodzenie nazwy czołgu nie jest do końca znane. Churchill mógł zostać nazwany na cześć ówczesnego premiera i byłego ministra obrony Wielkiej Brytanii, Winstona Churchilla. Biorąc jednak pod uwagę sposób nadawania nazw czołgów stosowany przy innych maszynach brytyjskich, bardziej prawdopodobne jest, że pochodzi ona od Johna Churchilla, 1. księcia Marlborough, dowódcy armii brytyjskiej w trakcie wojny o sukcesję hiszpańską, przodka Winstona Churchilla.

## Historia projektu
Ewakuujący się z Dunkierki (Operacja Dynamo) po klęsce Francji w 1940 Brytyjski Korpus Ekspedycyjny (British Expeditionary Force – BEF) został zmuszony do porzucenia praktycznie całego sprzętu ciężkiego, w tym czołgów. Uruchomiono nowy program rozwoju broni pancernej, proponując budowę czołgu A20, zaprojektowanego jeszcze przed rozpoczęciem II wojny światowej z myślą o pozycyjnej wojnie okopowej. Był to bardzo powolny, ciężki czołg, będący w stanie pokonać zrytą kraterami „ziemię niczyją”, ale zdecydowanie nie nadawał się do prowadzenia nowoczesnej wojny manewrowej. W 1940 projekt zmodyfikowano i tak powstał czołg A22. We wrześniu 1941 roku otrzymał on dodatkowo nazwę Churchill.
Okazało się, że A22 został wprowadzony do produkcji przedwcześnie, bez przeprowadzenia odpowiednich testów polowych i jego debiut bojowy pod Dieppe był nadzwyczaj nieudany. Po wielu modyfikacjach mających na celu poprawienie jakości wozu, Churchill okazał się konstrukcją całkiem udaną i z powodzeniem wziął udział w walkach w Afryce Północnej. Żołnierze cenili zwłaszcza jego mocne opancerzenie, stosunkowo niską sylwetkę i zdolność pokonywania przeszkód terenowych, minusami było kiepskie uzbrojenie i niska prędkość maksymalna. W późniejszym okresie czołgi Churchill brały udział w walkach we Włoszech i Europie Zachodniej. Były również dostarczane do ZSRR w ramach programu Lend-Lease. 
Podczas wojny powstało wiele modeli samego czołgu i innych konstrukcji na nim opartych. Czołg używany był także po zakończeniu II wojny światowej, brał udział m.in. w konflikcie koreańskim (wersja z miotaczem ognia i mosty samobieżne).

### Służba w Polskich Siłach Zbrojnych
Czołgi Mk IV Churchill II znajdowały się w latach 1941–1942 na wyposażeniu Polskich Sił Zbrojnych w Wielkiej Brytanii. Była w nie uzbrojona 16 Brygada Czołgów. Pierwsze czołgi w końcu lata 1941 otrzymał 1 Pułk Czołgów, jako uzupełnienie do przejętych wcześniej czołgów Mk III Valentine. Początkowo było to tylko 8 pojazdów, które przydzielono do 1. kompanii 1. batalionu czołgów. Kolejne 8 Mk IV Churchill trafiło do 3. kompanii 2. batalionu. Gdy w 1942 stan czołgów Churchill osiągnął 21 pojazdów skoncentrowano je w 1. batalionie, gdzie szkoliły się na nich również załogi z pozostałych batalionów. Na początku maja 1942 kolejne 9 Mk IV trafiło do 67. Baonu Czołgów. Tym samym brygada osiągnęła najwyższy stan posiadania tych czołgów – 30 wozów. W końcu maja 1942 w związku ze zmianą koncepcji użycia brygady rozpoczął się proces oddawania czołgów oddziałom angielskim.

## Wersje rozwojowe

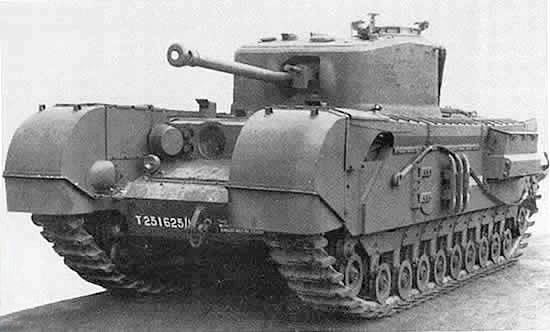
Churchill Mk. VII

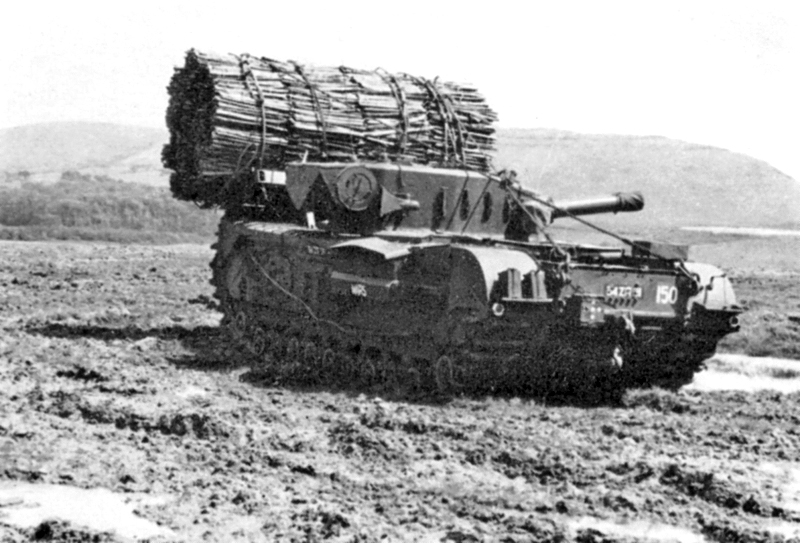
Churchill AVRE z faszyną zamocowaną z przodu pojazdu

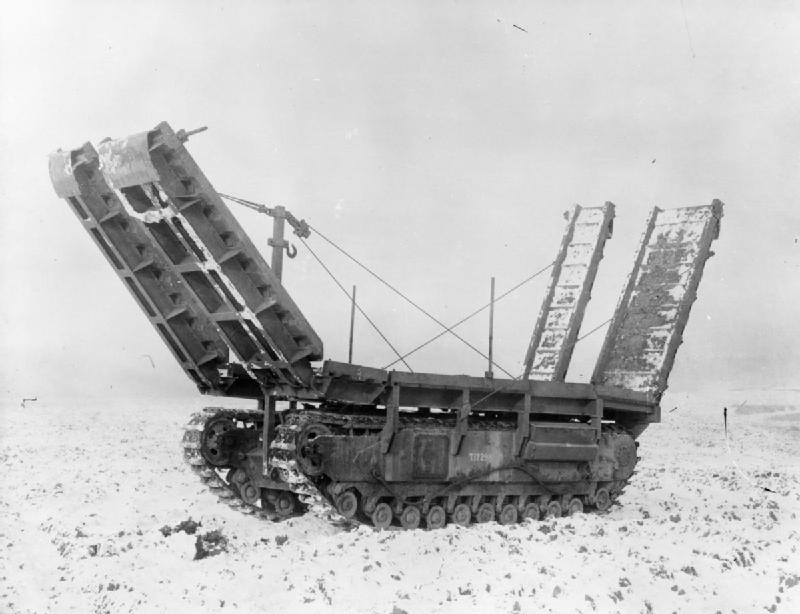
Churchill ARK

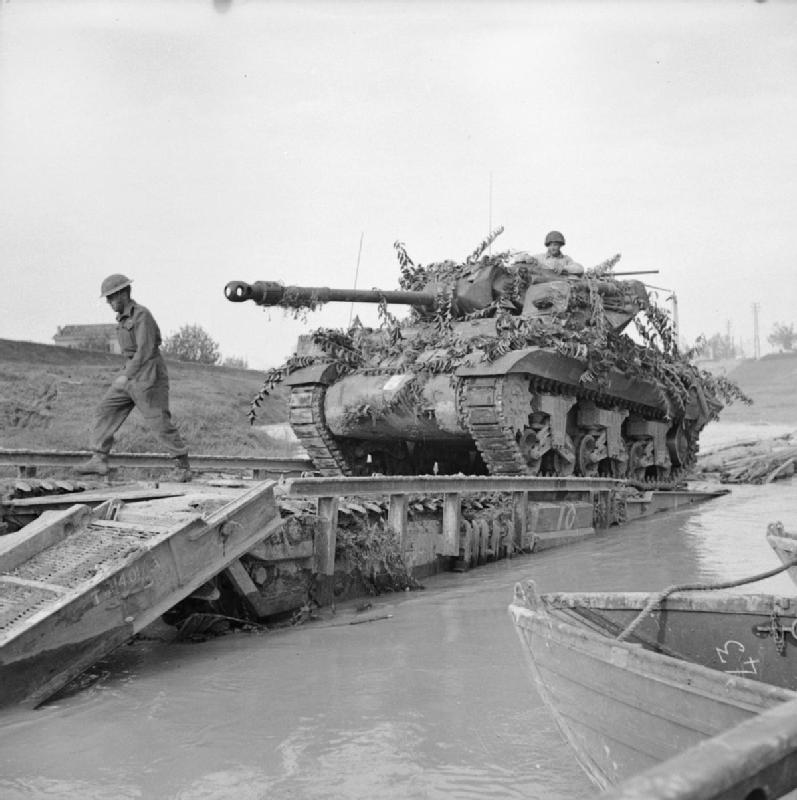
Niszczyciel czołgów Achilles przejeżdżający przez most rozłożony przez pojazd Churchill ARK

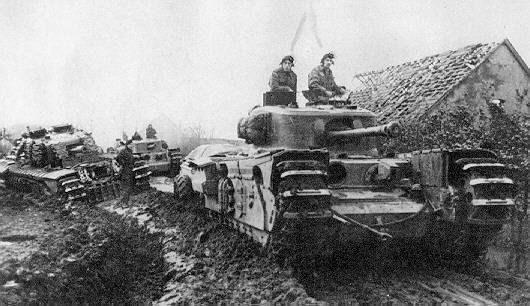
Churchill Crocodile – widoczna dysza miotacza i przyczepa z paliwem

|  |  |                |                |                     |                     |                     |                     |                     |                     |                 |                 |                 |                 |                 |                 |  |  | Churchill I      |              |              |              |              |              |  |  |                |                |                |                |                |                |                |                |                  |                  |                  |                  |                  |                  |  |  |  |  |  |  |  |  |  |  |  |  |  |  |  |  |  |  |  |  |  |  |  |  |  |  |
|  |  |                |                |                     |                     |                     |                     |                     |                     |                 |                 |                 |                 |                 |                 |  |  |                  |              |              |              |              |              |  |  |                |                |                |                |                |                |                |                |                  |                  |                  |                  |                  |                  |  |  |  |  |  |  |  |  |  |  |  |  |  |  |  |  |  |  |  |  |  |  |  |  |  |  |
|  |  |                |                |                     |                     |                     |                     |                     |                     |                 |                 |                 |                 |                 |                 |  |  | Churchill II     |              |              |              |              |              |  |  |                |                |                |                |                |                |                |                |                  |                  |                  |                  |                  |                  |  |  |  |  |  |  |  |  |  |  |  |  |  |  |  |  |  |  |  |  |  |  |  |  |  |  |
|  |  |                |                |                     |                     |                     |                     |                     |                     | Churchill OKE   | Churchill OKE   | Churchill OKE   | Churchill OKE   | Churchill OKE   | Churchill OKE   |  |  |                  |              |              |              |              |              |  |  | Churchill IICS | Churchill IICS | Churchill IICS | Churchill IICS | Churchill IICS | Churchill IICS |                |                |                  |                  |                  |                  |                  |                  |  |  |  |  |  |  |  |  |  |  |  |  |  |  |  |  |  |  |  |  |  |  |  |  |  |  |
|  |  |                |                |                     |                     |                     |                     |                     |                     | Churchill OKE   | Churchill OKE   | Churchill OKE   | Churchill OKE   | Churchill OKE   | Churchill OKE   |  |  |                  |              |              |              |              |              |  |  | Churchill IICS | Churchill IICS | Churchill IICS | Churchill IICS | Churchill IICS | Churchill IICS |                |                |                  |                  |                  |                  |                  |                  |  |  |  |  |  |  |  |  |  |  |  |  |  |  |  |  |  |  |  |  |  |  |  |  |  |  |
|  |  |                |                |                     |                     |                     |                     |                     |                     |                 |                 |                 |                 |                 |                 |  |  |                  |              |              |              |              |              |  |  |                |                |                |                |                |                |                |                |                  |                  |                  |                  |                  |                  |  |  |  |  |  |  |  |  |  |  |  |  |  |  |  |  |  |  |  |  |  |  |  |  |  |  |
|  |  |                |                |                     |                     |                     |                     |                     |                     |                 |                 |                 |                 |                 |                 |  |  | Churchill III/IV |              |              |              |              |              |  |  |                |                |                |                |                |                |                |                |                  |                  |                  |                  |                  |                  |  |  |  |  |  |  |  |  |  |  |  |  |  |  |  |  |  |  |  |  |  |  |  |  |  |  |
|  |  |                |                |                     |                     |                     |                     |                     |                     |                 |                 |                 |                 |                 |                 |  |  |                  |              |              |              |              |              |  |  |                |                |                |                |                |                |                |                |                  |                  |                  |                  |                  |                  |  |  |  |  |  |  |  |  |  |  |  |  |  |  |  |  |  |  |  |  |  |  |  |  |  |  |
|  |  |                |                |                     |                     |                     |                     |                     |                     |                 |                 |                 |                 |                 |                 |  |  |                  |              |              |              |              |              |  |  |                |                |                |                |                |                |                |                |                  |                  |                  |                  |                  |                  |  |  |  |  |  |  |  |  |  |  |  |  |  |  |  |  |  |  |  |  |  |  |  |  |  |  |
|  |  | Churchill AVRE | Churchill AVRE | Churchill AVRE      | Churchill AVRE      | Churchill AVRE      | Churchill AVRE      |                     |                     | Churchill 75 mm | Churchill 75 mm | Churchill 75 mm | Churchill 75 mm | Churchill 75 mm | Churchill 75 mm |  |  | Churchill VI     | Churchill VI | Churchill VI | Churchill VI | Churchill VI | Churchill VI |  |  | Churchill V    | Churchill V    | Churchill V    | Churchill V    | Churchill V    | Churchill V    |                |                |                  |                  |                  |                  |                  |                  |  |  |  |  |  |  |  |  |  |  |  |  |  |  |  |  |  |  |  |  |  |  |  |  |  |  |
|  |  | Churchill AVRE | Churchill AVRE | Churchill AVRE      | Churchill AVRE      | Churchill AVRE      | Churchill AVRE      |                     |                     | Churchill 75 mm | Churchill 75 mm | Churchill 75 mm | Churchill 75 mm | Churchill 75 mm | Churchill 75 mm |  |  | Churchill VI     | Churchill VI | Churchill VI | Churchill VI | Churchill VI | Churchill VI |  |  | Churchill V    | Churchill V    | Churchill V    | Churchill V    | Churchill V    | Churchill V    |                |                |                  |                  |                  |                  |                  |                  |  |  |  |  |  |  |  |  |  |  |  |  |  |  |  |  |  |  |  |  |  |  |  |  |  |  |
|  |  | Churchill ARK  | Churchill ARK  | Churchill ARK       | Churchill ARK       | Churchill ARK       | Churchill ARK       |                     |                     | Churchill X     | Churchill X     | Churchill X     | Churchill X     | Churchill X     | Churchill X     |  |  |                  |              |              |              |              |              |  |  | Churchill XI   | Churchill XI   | Churchill XI   | Churchill XI   | Churchill XI   | Churchill XI   |                |                | Churchill IX(LT) | Churchill IX(LT) | Churchill IX(LT) | Churchill IX(LT) | Churchill IX(LT) | Churchill IX(LT) |  |  |  |  |  |  |  |  |  |  |  |  |  |  |  |  |  |  |  |  |  |  |  |  |  |  |
|  |  | Churchill ARK  | Churchill ARK  | Churchill ARK       | Churchill ARK       | Churchill ARK       | Churchill ARK       |                     |                     | Churchill X     | Churchill X     | Churchill X     | Churchill X     | Churchill X     | Churchill X     |  |  |                  |              |              |              |              |              |  |  | Churchill XI   | Churchill XI   | Churchill XI   | Churchill XI   | Churchill XI   | Churchill XI   |                |                | Churchill IX(LT) | Churchill IX(LT) | Churchill IX(LT) | Churchill IX(LT) | Churchill IX(LT) | Churchill IX(LT) |  |  |  |  |  |  |  |  |  |  |  |  |  |  |  |  |  |  |  |  |  |  |  |  |  |  |
|  |  |                |                |                     |                     |                     |                     |                     |                     |                 |                 |                 |                 |                 |                 |  |  |                  |              |              |              |              |              |  |  |                |                |                |                |                |                |                |                |                  |                  |                  |                  |                  |                  |  |  |  |  |  |  |  |  |  |  |  |  |  |  |  |  |  |  |  |  |  |  |  |  |  |  |
|  |  |                |                |                     |                     |                     |                     |                     |                     |                 |                 |                 |                 |                 |                 |  |  | Churchill VII    |              |              |              |              |              |  |  |                |                |                |                |                |                |                |                |                  |                  |                  |                  |                  |                  |  |  |  |  |  |  |  |  |  |  |  |  |  |  |  |  |  |  |  |  |  |  |  |  |  |  |
|  |  |                |                | Churchill Crocodile | Churchill Crocodile | Churchill Crocodile | Churchill Crocodile | Churchill Crocodile | Churchill Crocodile |                 |                 |                 |                 |                 |                 |  |  |                  |              |              |              |              |              |  |  |                |                |                |                |                |                | Churchill VIII | Churchill VIII | Churchill VIII   | Churchill VIII   | Churchill VIII   | Churchill VIII   |                  |                  |  |  |  |  |  |  |  |  |  |  |  |  |  |  |  |  |  |  |  |  |  |  |  |  |  |  |
|  |  |                |                | Churchill Crocodile | Churchill Crocodile | Churchill Crocodile | Churchill Crocodile | Churchill Crocodile | Churchill Crocodile |                 |                 |                 |                 |                 |                 |  |  |                  |              |              |              |              |              |  |  |                |                |                |                |                |                | Churchill VIII | Churchill VIII | Churchill VIII   | Churchill VIII   | Churchill VIII   | Churchill VIII   |                  |                  |  |  |  |  |  |  |  |  |  |  |  |  |  |  |  |  |  |  |  |  |  |  |  |  |  |  |

### Churchill I
Pierwsza wersja produkcyjna uzbrojona była w działo dwufuntowe (40 mm) sprzężone z karabinem maszynowym 7,92 mm w odlewanej wieży oraz haubicę trzycalową (76,2 mm) w kadłubie czołgu. Odznaczała się niską jakością wykonania i sprawiała wiele problemów mechanicznych. Do haubicy używano pocisków burzących i dymnych (ogółem zapas 58). Wyprodukowano 303 egzemplarze. 

### Churchill II
Wariant odpowiadający konstrukcyjnie modelowi I, lecz z uwagi na opóźnienia w produkcji haubic, zamiast haubicy zamontowanej w kadłubie miał drugi karabin maszynowy 7,92 mm. Zbudowano około 1120 egzemplarzy (dokładna liczba nie jest ustalona).

### Churchill IICS
Czołg wsparcia piechoty (oznaczenie CS od ang. close support, dosłownie bliskiego wsparcia), znany także jako Churchill II, uzbrojony w armatę w kadłubie i haubicę w wieży, wyprodukowano niewiele egzemplarzy.

### Churchill III
Pierwsza poważna zmiana uzbrojenia, ostatecznie usunięto montowaną w kadłubie haubicę, a czołg przezbrojono w armatę sześciofuntową (57 mm). W odróżnieniu od wcześniejszych wersji miał spawaną wieżę. Dokładna wielkość produkcji nie jest ustalona, podawane są liczby 675 do 692. Zaczęły wchodzić na uzbrojenie w kwietniu 1942 roku. Był to główny czołg użyty przez wojska kanadyjskie podczas lądowania pod Dieppe.

### Churchill IV
Najdłuższa seria produkcyjna (1622 zbudowanych wozów), od wersji III różnił się jedynie tańszą w produkcji, odlewaną wieżą.

### Churchill V
Odmiana wersji III i IV uzbrojona w haubicę kalibru 95 mm w miejsce armaty 6-funtowej. Zbudowano 241 wozów.

### Churchill VI
Krótka seria uzbrojona w standardowe działo kal. 75 mm Mk. V, produkcja została szybko zakończona w związku z wprowadzeniem wersji VII i przezbrajaniem wersji III i IV na armatę 75 mm. Zbudowano 200 egzemplarzy.

### Churchill VII
Ta wersja posiadała szerszy kadłub, znacznie pogrubione opancerzenie oraz uzbrojona była w armatę 75 mm. Znany także jako Heavy Churchill, wszedł na wyposażenie armii podczas bitwy o Normandię, w 1945 zmieniono jego oficjalne oznaczenie na A42. Łącznie z wersją XIII wyprodukowano 1600 egzemplarzy.

### Churchill VIII
Churchill VII uzbrojony w haubicę 95 mm.

### Churchill IX
Churchill III/IV z opancerzeniem i armatą wersji VII, w niektórych egzemplarzach zachowano oryginalną wieżę, te modele były znane jako IX LT.

### Churchill X
Model VI z pancerzem wersji VII.

### Churchill XI
Model V z pancerzem wersji VII.

### Churchill OKE
Model II z miotaczem ognia zamontowanym w miejscu kadłubowego karabinu maszynowego, trzy z nich wzięły udział w rajdzie pod Dieppe, ale zostały szybko zniszczone.

### Churchill 75 mm
Czołgi wersji III/IV z wieżami zdjętymi ze zniszczonych czołgów M4 Sherman uzbrojonych w amerykańskie działo 75 mm lub z ich oryginalną armatą przekalibrowaną na 75 mm.

### Churchill AVRE
Churchill w wersji III lub IV zaprojektowany do szybkiego niszczenia fortyfikacji na podstawie doświadczeń zebranych podczas rajdu na Dieppe, w sierpniu 1942 roku. Pojazd został uzbrojony w karabin maszynowy Besa kal. 7,92 mm oraz 230 mm moździerz Petard, opracowany przez Stewarta Blackera, strzelający pociskami o masie 18 kg, z 13-kilogramową głowicą bojową. Z przodu pojazdu zamontowano lemiesz, na kadłubie dodatkowe stalowe skrzynie na sprzęt saperski, za sobą pojazd mógł ciągnąć stalowe sanie, na których układano potrzebne materiały. Wnętrze czołgu zmieniono całkowicie. Najwięcej miejsca zajmował ww. moździerz, który był stabilizowany poziomo, a jego masa wynosiła 2618 kg. Z powodu małej prędkości wylotowej pocisku – można się było przyglądać jego prawie 70-metrowym lotom – szybko pojawił się przydomek Flying Dustbin (latający kubeł na śmieci). Próby nowego pojazdu gąsienicowego przeprowadzono bez znacznych zakłóceń, więc w 1943 roku mogła ruszyć jego produkcja. Pierwsze 108 Churchillów przebudowano jeszcze w wojskowych warsztatach naprawczych, ale wszystkie dalsze powstawały już w przedsiębiorstwach cywilnych, takich jak Cockbridge & Co. w Ipswich czy MG Motors Ltd. w Abingdon. AVRE dowiódł swojej nieocenionej wartości już na początku inwazji w Normandii oraz we wszystkich następnych walkach, aż do kapitulacji Niemiec. Czołg ten pozostał w aktywnej służbie aż do lat 60. XX wieku. Jednak kiedy podwozie nie sprostało nowym wymogom, został zastąpiony przez nowoczesne pojazdy takie jak czołgi Centurion czy Chieftain. Oznaczenie AVRE jest akronimem pochodzącym od słów Armoured Vehicle Royal Engineers. AVRE lądujące za pierwszą falą desantu zostały dokładnie uszczelnione i wyposażone w sprzęt umożliwiający pokonywanie przeszkód wodnych łącznie z osłonami
nad wlotami powietrza i rurą wydechową.

### Churchill ARK (Armored Ramp Carrier)
Był to samobieżny most czołgowy, skonstruowany na bazie czołgu Churchill (pierwszy ARK Mk I był gotowy w 1943 roku) ze zdemontowaną wieżą, na której miejscu znajdował się rozkładany, stalowo-drewniany pomost, po którym mogły przejeżdżać pojazdy do wagi 60 ton. Churchill ARK pomagał pokonywać innym pojazdom wykopy do 14 metrów szerokości i głębokością odpowiadające niemieckim rowom przeciwczołgowym. Pojazdy te szczególnie wykazały swoją nieocenioną wartość podczas Lądowania w Normandii, pomagając w pokonywaniu rowów przeciwczołgowych, falochronów, wykopów etc.

### Churchill Crocodile

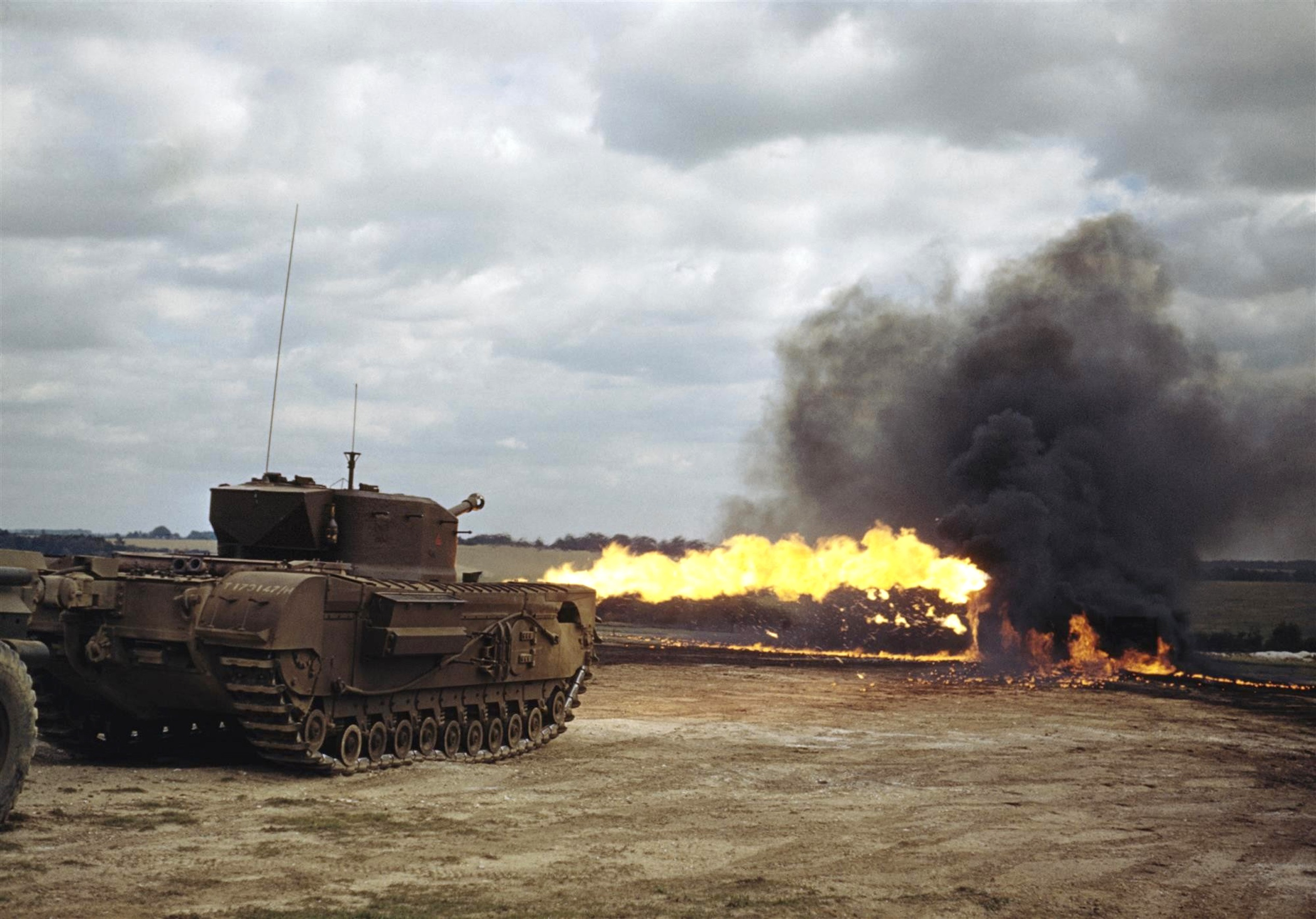
Churchill Crocodile używa miotacza

Kolejna wersja rozwojowa czołgu Churchill, zaliczana do tzw. Dziwadeł Hobarta (Hobart’s Funnies). Czołg ciężki Churchill został wyposażony w miotacz ognia, który został zamontowany w miejscu kadłubowego karabinu maszynowego z przodu pojazdu. Przeznaczony on był do zwalczania skrytych stanowisk, takich jak bunkry i okopy. Pierwsze idee uzbrojenia czołgu w miotacz ognia narodziły się w roku 1938, jednak aż do czasu powołania specjalnego Departamentu Naftowych Środków Walki (Petroleum Warfare Departament – PWD) koncepcja ta nie była rozwijana. PWD skupił się na miotaczu wykorzystującym sprężony azot do wyrzucania cieczy palnej. Gotowy w 1942 roku projekt otrzymał nazwę Crocodile. Crocodile to opancerzona przyczepa, mieszcząca zbiornik z 1500 litrami łatwopalnej cieczy i sprężony gaz, która połączona była z czołgiem Churchill uniwersalnym zaworem, przez który tłoczono ciecz do miotacza ognia. Można było oddać 80 jednosekundowych strzałów ogniowych. Zasięg wynosił od 75 do 110 m, co zależne było od kierunku i siły wiatru. Użyty po raz pierwszy podczas lądowania w Normandii, później używany był na wszystkich teatrach działań wojennych aż do końca wojny. Do końca wojny wyprodukowano 800 sztuk Crocodile głównie w zestawieniu z czołgiem Churchill Mk VII.

### Churchill 3 in Gun carrier
Przeciwpancerne działo samobieżne, z armatą 76,2 mm (3 inch 20 cwt) w pudełkowatej nadbudówce. Zbudowano 50 sztuk, nie użytych bojowo.

## Inne projekty
Na podwoziu Churchilla zaprojektowano czołg ciężki Black Prince.